# 8245 Molnar
8245 Molnar è un asteroide della fascia principale. Scoperto nel 1977, presenta un'orbita caratterizzata da un semiasse maggiore pari a 2,4119157 UA e da un'eccentricità di 0,1437046, inclinata di 1,45813° rispetto all'eclittica.